# Raiffeisen Arena (Porrentruy)
Pour les articles homonymes, voir Raiffeisen Arena.
La Raiffeisen Arena, appelée patinoire du Voyebœuf avant sa rénovation, est une patinoire couverte de Suisse et située à Porrentruy, dans le canton du Jura.

## Histoire

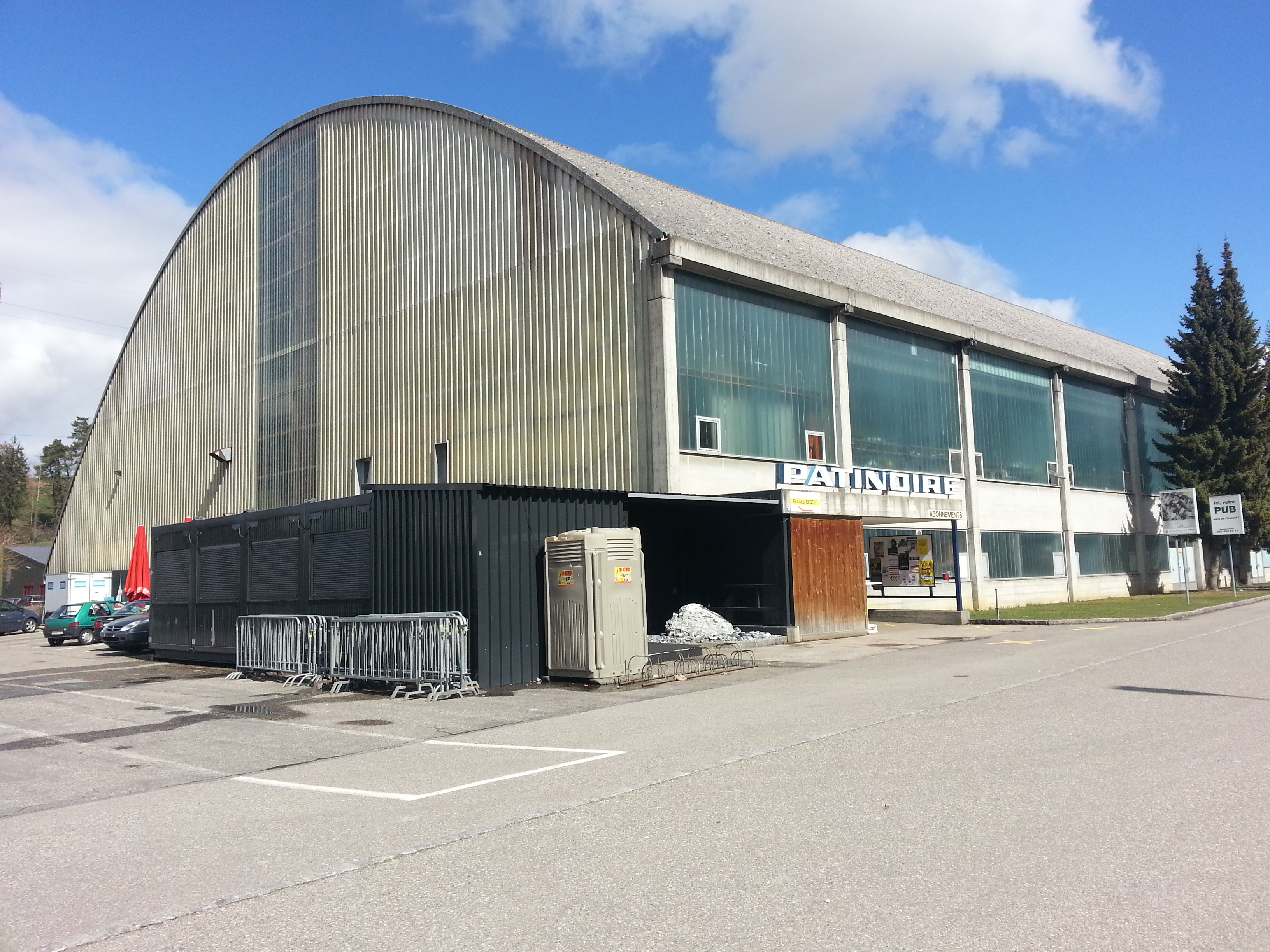
L'apparence de l'ancienne patinoire du Voyebœuf, avant la rénovation.

Construite en 1973 pour héberger les matchs du HC Ajoie, la patinoire du Voyeboeuf peut, à son ouverture, accueillir 3300 spectateurs, dont 1100 en places assises et 2200 debout,,,.
Le bâtiment devient également un lieu de rassemblement culturel pour la région, et même un symbole de l’indépendance jurassienne, les délégués du Rassemblement Jurassien s’y étant réunis pour décider de soutenir le plébiscite du 23 juin 1974.
Le Voyeboeuf est le théâtre des succès du club ajoulot, notamment les deux premières promotions en Ligue Nationale A en 1988 et 1992, et leur parcours mythique lors de la Coupe de Suisse 2020, dont elle n’accueille malheureusement pas la finale en raison des travaux de transformation.
En 2018, les communes du district d’Ajoie soumettent un projet de rénovation complète à la population, qui accepte largement le rajeunissement de la vénérable enceinte. La nouvelle arène prend le nom de Raiffeisen Arena en vertu d’un contrat de sponsoring avec la banque du même nom. 
Le premier match officiel a lieu le 24 novembre 2020 lors de la venue du HC Thurgovie dans le cadre de la Swiss League. L’équipe locale remporte le match 4 à 0. 
La nouvelle patinoire permet au HC Ajoie de remplir les conditions d’accès à la National League, une promotion que les Jurassiens obtiennent à l’issue de la saison 2020-2021.
En raison de la pandémie de COVID-19, l’inauguration officielle a lieu le week-end du 13 au 15 mai 2022 en présence du conseiller fédéral Guy Parmelin,,.

## Spécificités
La capacité de la patinoire est de 4200 places, dont 1200 places assises, avant la rénovation. Elle passe ensuite à 5078 places, puis 5178 places en janvier 2023, pour 1700 places assises. Le complexe abrite également un bar, un restaurant avec vue sur la glace, et une salle de conférence,.